# Карпати (Кути)
«Карпати» — український футбольний клуб з смт. Кути, Косівський район, Івано-Франківської області.

## Хронологія назв
- З 1958 — «Карпати»

## Історія
Футбол у Кутах, як і в більшості містечок краю, почав розвиватися у післявоєнні роки, однак про якісь успіхи місцевих команд того часу нічого невідомо. Відомо, що за часів СРСР футбольна команда з Кут носила назву «Карпати» та провела в першій лізі обласної першості кілька сезонів, проте жодного разу вона не була в призерах. Найбільшим здобутком команди став вихід в 1973 році до фіналу кубка області, в якому вона з рахунком 0:4 поступилась івано-франківському «Електрону». У 1973 році клуб виступав у Кубку УРСР серед КФК, але програв у 1/6 фіналу. У 1979 і 1980 роках виступав у чемпіонаті УРСР серед КФК, щоразу займаючи 10-е місце у своїй групі.
Не набагато кращими є результати виступів карпатівців і в роки незалежної України. 28 січня 1992 році клуб офіційно зареєстровано як «Карпати» (Кути). Команда розпочинала змагання з другої ліги, а вже з сезону 1992/92 виступала в першій лізі чемпіонату області. Після двох сезонів команда змагається знову в другій лізі. З сезону 1998/99 футбольний клуб з Кут повертається до першої ліги ліги обласних змагань. В 2000 році команда виступала в другій лізі. Сезон 2001 року став останнім для цієї команди в першій лізі. З середини 2000-х років «Карпати» постійно грають в другій лізі чемпіонату області. Найбільшим здобутком команди став 2013 рік, коли футболісти здобули Першість другої ліги, однак недостатнє фінансування завадило команді піднятися на вищий рівень.

## Стадіон
Домашньою ареною команди є стадіон «Авангард» імені М.П. Кушнірука, який вміщує 1000 глядачів.

## Виступи у чемпіонаті області за часів незалежності
- 1992 — Першість другої ліги. Зона "А" — 3 місце
- 1992/93 — Чемпіонат першої ліги — 15 місце
- 1993/94 — Чемпіонат першої ліги — 12 місце
- 1994/95 — Першість другої ліги — 14 місце
- 1995/96 — Першість другої ліги. Південь — 5 місце
- 1996/97 — Першість другої ліги. Південь — 1 місце, ФІНАЛ — 3 місце
- 1997/98 — Першість другої ліги — 4 місце
- 1998/99 — Чемпіонат першої ліги — 10 місце
- 1999 — Чемпіонат першої ліги. Група "А" — 7 місце, Матчі за 13-14 місця — 13 місце
- 2000 — Чемпіонат першої ліги — 17 місце
- 2001 — Першість другої ліги — 4 місце
- 2002 — Чемпіонат першої ліги — 13 місце
- 2003 — Першість другої ліги — ? місце
- 2004 — Першість другої ліги — ? місце
- 2005 — Першість другої ліги — ? місце
- 2006 — Першість другої ліги — ? місце
- 2007 — Першість другої ліги — ? місце
- 2008 — Першість другої ліги — 8 місце
- 2009 — Першість другої ліги — 2 місце
- 2010 — Першість другої ліги — 7 місце
- 2011 — Першість другої ліги — 7 місце
- 2012 — Першість другої ліги — 1 місце
- 2013 — Першість другої ліги. Південь — 1 місце, ФІНАЛ за 1-8 місця — 1 місце
- 2014 — не брав участі
- 2015 — не брав участі
- 2016 — Першість другої ліги. Південь — 6 місце, Матчі за 16-17 місця — 17 місце
- 2016/17 — Першість другої ліги — 4 місце
- 2017/18 — не брав участі
- 2018/19 — не брав участі
- 2019/20 — Першість другої ліги — 9 місце
- 2020/21 — Першість другої ліги — 3 місце

## Керівництво команди
- Президент — Романов Олег Іванович
- Віце-президент —
- Начальник команди —
- Адміністратор —
- Головний тренер — Луканюк Іван Іванович

## Відомі футболісти
- Луканюк Іван Іванович
- Темерівський Олександр Сергійович

## Дивись також
- Список футбольних команд України